# Pace di Hamina
La pace di Hamina o pace di Fredrikshamn (Haminan rauha in finlandese e Freden i Fredrikshamn in svedese) fu un trattato di pace che venne firmato fra la Svezia e la Russia il 17 settembre 1809. Il trattato concluse la guerra di Finlandia tra Svezia e Russia iniziata il 21 febbraio 1808 e venne firmato nella città finlandese di Hamina, a quell'epoca conosciuta col nome di Fredricshamn (antica traslitterazione svedese del nome della città). La Russia venne rappresentata da Nikolaj Rumjancev e David Alopaeus (l'ambasciatore russo a Stoccolma), mentre la Svezia del generale di fanteria Kurt von Stedingk (precedente ambasciatore svedese a San Pietroburgo) e dal colonnello Anders Fredrik Skjöldebrand.

## Condizioni
I negoziati di pace cominciarono nella metà di agosto del 1809 a Fredrikshamn (in finlandese Hamina), città ceduta dalla Svezia alla Russia dopo la guerra russo-svedese (1741-1743). Fu subito chiaro che non vi era alcuna possibilità per la Svezia di conservare parte della Finlandia; i delegati svedesi non avevano spazio di manovra rispetto allo strapotere russo e casomai si trattava di vedere quali altri territori bisognava cedere alla Russia. Le precondizioni per la pace imposte dai russi furonoː
- la Svezia avrebbe dovuto fare la pace con la Francia, la Danimarca e la Norvegia;
- la Svezia avrebbe dovuto rompere la propria alleanza con l'Inghilterra ed aderire al blocco continentale;
- la Svezia avrebbe dovuto cedere la Finlandia insieme alle isole Åland e ai territori a nord del fiume Kalix alla Russia.

Gli svedesi erano disposti di buon grado ad accettare le prime due condizioni, ma per quanto concerne le cessioni territoriali le richieste russe erano considerate eccessivamente pesanti; in particolar modo la caduta delle isole Åland in mani russe avrebbe rappresentato una seria minaccia alla sicurezza nazionale, perché era considerata "una pistola puntata alla fronte di Stoccolma" o un "pugnale nel cuore della Svezia", ma la Russia non era disposta a rinunciarvi. Tuttavia, il negoziato si ebbe in merito ai fiumi lungo i quali sarebbe stato posto il nuovo confine di stato a nordː nei colloqui di pace, i russi chiesero che il confine fosse tracciato lungo il Kalixälven, gli svedesi al Kemijoki e all'Ounasjoki. La proposta russa avrebbe, quindi, comportato la cessione da parte svedese anche del territorio lappone ad est del fiume Kalix, con la giustificazione che la zona era (molto scarsamente) abitata da popolazioni di lingua finlandese, ma in realtà entrambe le parti sapevano che il territorio in questione era ricco di minerali di ferro. Per uscire dallo stallo, gli svedesi suggerirono di interpellare sulla questione direttamente lo zar Alessandro I di Russia. Il 17 settembre 1809, i delegati russi presentarono una lettera dell'imperatore ai delegati svedesi, in cui egli accordava alla Svezia l'area tra il Kalix e il Torne, ma chiedeva in cambio per la Russia la sovranità sul Torne. Alessandro I aveva inviato con la lettera anche una mappa sulla quale aveva segnato il confine lungo il fiume Torne, e affermava nella lettera che se la pace non fosse stata raggiunta immediatamente a queste condizioni dopo aver ricevuto la lettera, la Russia avrebbe posto fine ai colloqui di pace con gli svedesi. Lo stesso giorno venne firmato l'accordo di paceː il compromesso venne raggiunto con la cessione svedese dei territori ad est del fiume Torne e del Muonio, che tuttora costituiscono il confine tra la Svezia e la Finlandia.
In effetti, questa fu l'unica precondizione russa che i negoziatori svedesi furono in grado di sfidare con successo.

## Conseguenze
In base a questo trattato la Svezia cedette alla Russia tutta la Finlandia, che al tempo non era uno stato a sé stante, ma una serie di regioni del regno di Svezia. In pratica vennero cedute parte della Lapponia, del Västerbotten, l'arcipelago delle isole Åland e tutta l'area che costituisce la Finlandia attuale. Questi territori andarono a costituire nel 1812 il Granducato di Finlandia, unendosi alle conquiste russe del XVIII secolo, cioè la Carelia, parte dell'Uusimaa, del Savo e la Contea di Vyborg.
Insieme alla Dieta di Porvoo del 1809 e al giuramento del sovrano, la pace di Hamina costituisce l'atto di nascita per l'autonomia del Granducato di Finlandia, la sua amministrazione e le sue istituzioni, in pratica il punto di partenza per la rinascita della cultura finlandese che avrebbe poi portato alla dichiarazione d'indipendenza del 6 dicembre 1917.
Lo zar Alessandro I si impegnò a mantenere le vecchie leggi e i privilegi acquisiti dalla Finlandia, ma il trattato andò oltre qualunque garanzia formale per quanto riguardava la posizione legale degli abitanti della Finlandia. Simili clausole erano comuni nei trattati dell'epoca, ed era altrettanto comune aggirarle. Novanta anni dopo, durante il tentativo di russificazione della Finlandia, il governo russo affermò che nessuna clausola del trattato era stata violata e che quindi nessuna potenza straniera aveva il diritto di interferire, poiché lo zar aveva garantito il rispetto dei patti.
Ironia della sorte, il trattato si rivelò un bene anche per la Svezia: pur avendo ceduto vasti territori, con la cessione delle isole Åland la Svezia si assicurò il mantenimento di ampi territori dell'estremo nord, già conquistati dall'esercito zarista. Più tardi in quegli stessi territori vennero scoperti ampi giacimenti minerari e vennero costruite centrali idroelettriche, il che gettò le basi per la rapidissima industrializzazione del paese nel XX secolo.
Durante i negoziati i rappresentanti svedesi cercarono di evitare la perdita delle Åland, "l'avamposto di Stoccolma" come le aveva definite Napoleone. Le isole erano culturalmente, linguisticamente ed etnicamente svedesi, ma all'epoca questo fatto non rivestiva una grande importanza. Durante il XIX secolo si scoprì che le Åland erano di grande interesse anche per i britannici, i quali chiesero la demilitarizzazione delle isole nel Congresso di Parigi del 1856, dopo la guerra di Crimea.
Durante le guerre napoleoniche, il 5 aprile 1812 la Svezia e la Russia conclusero un'alleanza contro l'Impero francese. Essi pianificarono di effettuare uno sbarco nella Pomerania svedese, che era stata occupata dai francesi. La Russia in cambio promise di fare pressioni alla Danimarca per ottenere la cessione della Norvegia a favore della Svezia. Sembrava evidente che anche la Gran Bretagna avrebbe preso parte al trattato, ma ciò non accadde. Altri piani dovettero essere abbandonati a causa dell'invasione della Russia da parte di Napoleone.